# Епархия Сикасо
Епархия Сикасо (лат. Dioecesis Sikassensis) — епархия Римско-Католической церкви с центром в городе Сикасо, Мали. Епархия Сикасо входит в митрополию Бамако.

## История
12 июня 1947 года Святой Престол учредил апостольскую префектуру Сикасо, выделив её из апостольского викариата Бобо-Диуласо (сегодня — Архиепархия Бобо-Диуласо).
6 июля 1963 года Римский папа Павел VI издал буллу "Quod Sacrum", которой преобразовал апостольскую префектуру Сикасо в епархию.

## Ординарии епархии
- епископ Didier Pérouse de Montclos MAfr (1947 — 1976);
- епископ Jean-Baptiste Maria Cissé (1976 — 1996);
- епископ Jean-Baptiste Tiama (1998 — по настоящее время).